# Estadio Ali Al-Salem Al-Sabah
El Estadio Ali Al-Salem Al-Sabah, es un estadio de usos múltiples en Al Farwaniyah, Kuwait. En la actualidad se utiliza sobre todo para los partidos de fútbol, donde juega el Al Nasr Sporting Club de la Liga Premier de Kuwait. El estadio tiene una capacidad de 10 000 espectadores.